# Constantí Umbertopul
Constantí Umbertopul (grec medieval: Κωνσταντίνος Ουμβερτόπουλος, Konstandinos Umbertópulos; mort el 1112) fou un general romà d'Orient d'origen normand proper a Aleix I Comnè.

## Biografia
Pertany a la segona generació dels mercenaris francs de l'Imperi Romà: seria el fill d'Humbert d'Hauteville, patrici, estrateg i domèstic dels númers cap al 1050, cosa que en faria nebot de Robert Guiscard.
Constantí era un oficial de Nicèfor III Botaniates, en nom del qual menava els tagmes francs. Es casà amb una romana de llinatge il·lustre i s'integrà en la vida política i militar de l'imperi. En el moment de la revolta d'Aleix, gaudia de l'alta dignitat de protonobilíssim o de sebast.
Alexis reeixí a convèncer-lo de participar en el seu cop d'estat del 1081. A partir d'aleshores, esdevingué un dels principals lloctinents del basileu. Dirigí els regiments de mercenaris francs en la batalla de Dirràquion del 15 d'octubre del 1081, en la qual els romans patiren una derrota aclaparadora a mans dels normands de Robert Guiscard. A la primavera del 1086, després d'un nou revés contra els petxenegs a Belatiova, Aleix manà a Constantí, aleshores governador de Cízic, que avancés a Adrianòpolis amb els seus regiments francs per restablir la situació amb Tatici. Restà governador de la ciutat després de la marxa dels petxenegs. Era un dels nombrosos alts dignitaris romans originaris de l'Europa occidental, cosa que demostra la confiança que tenia Aleix en els llatins que estaven al seu servei.
L'abril del 1091 conduí aquests mateixos regiments en la batalla de Lebúnion, saldada amb la derrota dels petxenegs. Poc després, participà en una conxorxa contra Aleix per motius incerts. És possible que sentís que no havia rebut prou recompenses per les seves accions. Fou humiliat en un «triomf ridícul» (exhibit a l'hipòdrom amb la barba afaitada i el cap rapat), però no trigà a ser perdonat. El 1094 assistí al Concili de Blaquernes, rebé un nou alt comandament i fou nomenat sebast en commemoració de la seva llarga carrera.